# Listy do Marysieńki
Listy do Marysieńki – listy pisane przez hetmana, a później króla Jana III Sobieskiego do kochanki, a później żony Marii Kazimiery d’Arquien, którą nazywa w listach Marysieńką. Po raz pierwszy zostały opublikowane w 1860 roku.
Listy obejmują okres, kiedy Maria była żoną Jana „Sobiepana” Zamoyskiego, potem czasy jej wdowieństwa, wreszcie okres, kiedy już była żoną Jana Sobieskiego.
Listy powstały głównie w latach 1665–1683 – w czasie rozstań z Marysieńką, spowodowanych takimi wydarzeniami, jak np. rokosz Lubomirskiego, wyjazdy Marysieńki do Paryża, kampania wojenna w latach 1675–1676 oraz odsiecz wiedeńska w 1683. W listach tych widoczny jest świat uczuć Sobieskiego i Marysieńki, autentyczne przeżycia kochającej się pary, trudności i problemy ówczesnego świata.
Na tle ówczesnej literatury epistolarnej listy te wyróżniają się potoczną polszczyzną uwolnioną od latynizmów, choć pozostająca pod wpływem wzorców francuskich. Przedstawiają one dzieje romansu, ale też obszerne relacje dotyczące kampanii wojskowych Sobieskiego.